# 조성용 (정치인)
조성용(영어 이름: Sonny Cho 1959년 11월 14일 ~ )는 캐나다에 거주하고 있는 이민 1.5세의 공인 회계사, 재무행정가, 사회활동가이다.

## 학력
- 1966 - 1972 영중 국민학교
- 1972 - 1973 남강 중학교 1학년까지
- 1973 - 1974 Main Street School
- 1974 - 1979 Riverdale Collegiate Institute
- 1979 - 1983 University of Toronto, Commerce and Finance 토론토대학교 경영학 학사

## 생애
1959년 대한민국 서울에서 태어나 중학교 2학년 때인 1973년에 온가족이 캐나다 토론토로 이민왔다. 토론토대 상과를 졸업하고 공인회계사로 투자·분석 업무를 담당했다. 어린 시절 13살의 나이에 수퍼마켓에서 일했던 그는 고등학교에선 수영팀, 풋볼팀 등에서 활약했다.
다양한 인연과 경험을 쌓아온 그는 90년대 중반 중개업체 ‘아반티스부동산’을 차려 독립했으며 센테니얼·세네카칼리지 등을 상대로 비영리단체 모금컨설팅을 했다. 컨설팅과 상업건물 투자에서 전문가적 식견과 노우하우로 이름을 쌓은 그에게는 사회경제적 약자와 한인 이민자들에 대한 애정이 깊이 뿌리박혔다고 한다.
현재 캐한기업인협회 회장과 공사 기업인 온타리오 플레이스(Ontario Place) 이사회 이사로 2011년부터 재임중이다.

## 경력
- 현) 온타리오 플레이스 공사 (Ontario Place Corp.) 이사회 이사 (7년째 연임)[1]
- 현) 그린플로우 파이낸셜 (GreenFlow Financial Corp.) 부사장
- 현) 카한 경제인협회 (Canada Korea Business Council) 회장[2]
- 현) 한인요양원 인수추진위원회 추진위원
- Avantis Realty Inc. 아반티스 대표 역임
- Centennial College 센테니얼 컬리지 자문
- Davnet Telecom Corp. 부사장
- Morguard Investment Limited 자산관리 국장
- Ivanhoe-Cambridge Corporation 재무 부장
- 한인회관 건축위원회 정부자금지원 자문 Government Grant Consultant, Korean Cultural Centre Dev.
- 우다원 후원회 대정부 자문 Government Relations Leader, Dianne Woo Support
- 온타리오 한인 부동산협회 회장 President, Ontario Korean Real Estate Association
- 북부번영회 이사장 Chairman, Korean Canadian Business Association
- 캐나다 한인 장학재단 총무이사 Exec. Director, Korean Canadian Scholarship Foundation[3]
- 한인상위원회 이사 Director, Korean Canadian Heritage Award
- 토론토 한인회 재무국장 Treasurer, Korean Canadian Cultural Association[4]
- 메트로 카라반 축제 위원장 Chairman, Metro Caravan Seoul Pavillion
- 신용조합 이사 Director, Korean (Toronto) Credit Union
- 한인 교향악단 이사 Director, Korean Canadian Symphony Orchestra[5]
- 북미 한인 대학생 컨퍼런스 위원장 Chairman, Korean North-American Student Conference